# 郭磊
郭磊（1982年4月26日—），河北保定人，中國男子柔道運動員。

## 生平
郭磊在1990年於河北保定體育學校接受樊寶聲教練的柔道訓練。6年後，他晉升至河北隊，教練為馬曉翔。2000年，他入選國家隊，石明與劉俊林均為他的教練。
2003年，郭磊贏得全國錦標賽男子81公斤級小項的冠軍。2005年，他在十運會柔道項目的男子81公斤級小項成功晉身決賽，最終被九運會金牌得主浙江的肖德強以一個一本擊敗，為河北增添一面銀牌。
2006年，郭磊奪得全國冠軍賽的錦標。同年12月的多哈亞運，他在除道項目中的男子81公斤級小項的四強賽中不敵蒙古對手，最後於銅牌賽中戰勝塔吉克斯坦對手，為中國取得當屆賽事中的首面男子柔道小項的獎牌。